# Comuna Nîkonivka, Berdîciv
Nîkonivka (în ucraineană Никонівська сільська рада) este o comună în raionul Berdîciv, regiunea Jîtomîr, Ucraina, formată din satele Kukilnea și Nîkonivka (reședința).

## Demografie
Componența lingvistică a satului Nîkonivka
     Ucraineană (99,58%)
     Alte limbi (0,42%)
Conform recensământului din 2001, majoritatea populației satului Nîkonivka era vorbitoare de ucraineană (99,58%), existând în minoritate și vorbitori de alte limbi.